# Eupithecia subapicata
Eupithecia subapicata là một loài bướm đêm trong họ Geometridae.